# Liste von Kriegerdenkmälern in Deutschland

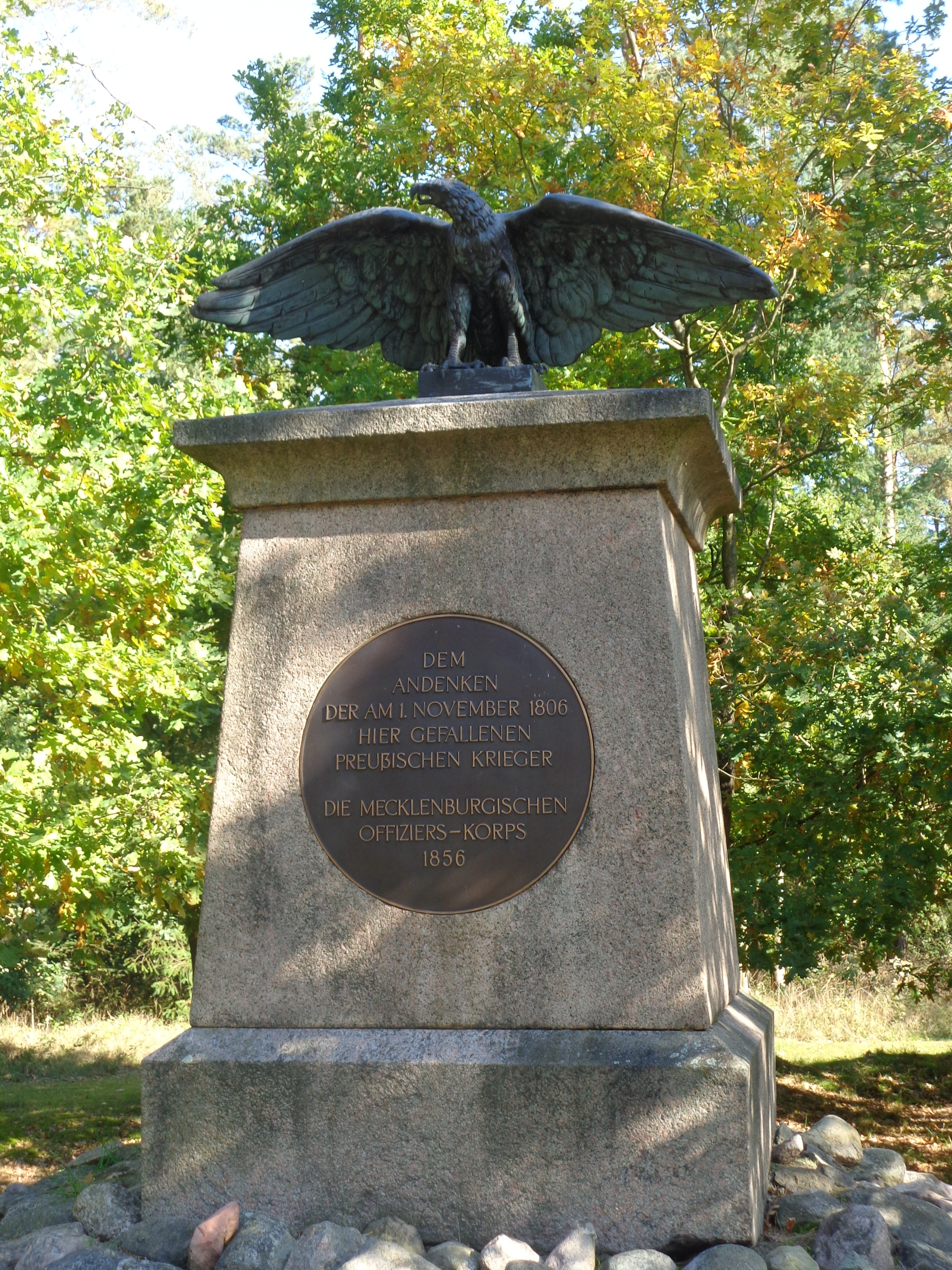
Kriegerdenkmal Nossentin 1806

Die Liste von Kriegerdenkmälern enthält Gedenkstätten für gefallene Soldaten in Deutschland. Zu einzelnen Zeitepochen siehe Übersicht.

## Baden-Württemberg
Regionen
- Liste der Kriegerdenkmale im Main-Tauber-Kreis

Orte
- Ehrenmal Nordrach
- Jüdisches Kriegerdenkmal (Eppingen)
- Kriegerdenkmal (Eschelbronn)
- Friedensengel (Mannheim)
- Kriegerdenkmal (Heilbronn)
- Husarendenkmal (Wiesental)
- Kniender Jüngling
- Kriegerdenkmal (Radolfzell)
- Leibdragonerdenkmal
- Leibgrenadierdenkmal
- Jüdisches Kriegerdenkmal (Ludwigsburg)
- Kriegerehrenmal 1914/18 (Ludwigsburg)
- Lützower-Denkmal (Rastatt)
- Kriegerdenkmal (Neckargartach)
- Preußensäule (Ubstadt)
- Siegesdenkmal (Freiburg im Breisgau)
- Kriegerdenkmal (Sontheim)
- Kriegerdenkmal (Stockach)
- Kriegerdenkmal (Talheim)
- Kriegerdenkmal (Tannheim)
- Kriegerdenkmale in Veringenstadt
- Weinheimer Kriegerdenkmal
- Denkmal für die Gefallenen des Ersten Weltkriegs (Zillhausen)

## Bayern
- Kriegerdenkmale in Bayern (71)

- Ehrenmal der Luftwaffe in Fürstenfeldbruck
- Kriegerdenkmal der SpVgg Fürth, 1923, einziges Kriegerdenkmal in Fußballform
- Kriegerdenkmal im Hofgarten (München)

## Berlin
- Ehrenmale der Bundeswehr im Bendlerblock
- Friedhof Lilienthalstraße
- Ehrenmal für die Gefallenen der Flakartillerie
- Hererostein
- Invalidensäule
- Kriegerdenkmal (Berlin-Marzahn)
- Preußensäule (Friedrichsfelde)
- Relief mit der Darstellung eines römischen Legionärs (Berlin SK 887)
- Sowjetisches Ehrenmal (Berlin-Buch)
- Sowjetisches Ehrenmal (Schönholzer Heide)
- Sowjetisches Ehrenmal (Alt-Hohenschönhausen)
- Sowjetisches Ehrenmal Tiergarten
- Sowjetisches Ehrenmal Treptower Park

## Brandenburg
- Friedenswarte Brandenburg an der Havel
- Kriegerdenkmal Eiche bei Berlin[1]
- Kriegerdenkmal Hohennauen bei Rathenow[2]
- Kriegerdenkmal Nitzahn bei Brandenburg[3]
- Rheinsberger Obelisk, 1793
- Kriegerdenkmal Wusterhausen (Dosse)[4]
- Aussichtsturm auf dem Galgenberg
- Kriegerdenkmal (Bernau bei Berlin)
- Kriegerdenkmal (Calau)
- Denkmal zur Erinnerung an die Schlacht bei Dennewitz
- Ehrenfriedhof für Gefallene der Roten Armee (Bernau bei Berlin)
- Gedenkstätte für die Gefallenen der Roten Armee in Senftenberg
- Gedenkstätte Seelower Höhen
- Gedenkturm an die Schlacht bei Großbeeren 1813
- Kriegerdenkmal (Görzke)
- Kriegerdenkmal Nikolaikirchhof
- Kaiser Wilhelm- und Kriegerdenkmal (Teupitz)
- Kriegerdenkmal 1870/71 (Spremberg)
- Kriegerdenkmal am Bahnsdorfer Berg
- Kriegerdenkmal Kammerode
- Kriegerdenkmal Reichenhain
- Kriegerdenkmal Wiederau
- Rheinsberger Obelisk
- Martinsturm (Schlieben)
- Denkmal für die Gefallenen im Deutsch-Französischen Krieg (Stolzenhain an der Röder)

## Bremen
- Liste der Denkmäler des Deutsch-Französischen Krieges in der Freien Hansestadt Bremen

## Hamburg
- Kriegerdenkmal Dammtor, mit Gegendenkmal
- Hamburger Ehrenmal
- Kriegerdenkmal 1870/71 (Hamburg-Rotherbaum)
- Siegessäule (Altona)

## Hessen
- Achtziger-Denkmal
- Alheimer
- Kriegerdenkmal (Bad Homburg)
- Kriegerdenkmal (Bockenheim)
- Bromsberg
- Brunnen am Weißen Stein
- Kriegerdenkmal (Darmstadt-Eberstadt)
- Ehrenmal Oberursel
- Kriegerehrenmal (Eltville)
- Fliegerdenkmal (Wasserkuppe)
- Ehrenmal für die Gefallenen der Weltkriege Frankfurt-Seckbach
- Hessendenkmal Frankfurt am Main, 1793
- Husarendenkmal (Frankfurt am Main)
- Krieg (Skulptur)
- Kriegerdenkmal Frankfurt Rohmerplatz
- Kriegerdenkmal (Giesel)
- Kriegerdenkmal (Gräfenhausen, Deutscher Krieg)
- Kriegerdenkmal (Gräfenhausen, Erster Weltkrieg)
- Kriegerdenkmal (Groß-Bieberau)
- Denkmal Hofen (Runkel)
- Kaisertempel (Eppstein)
- Kriegerdenkmal 1870/71 (Kirberg)
- Kriegerdenkmal (Langschied)
- Kriegerdenkmal 1914/18 (Mengerskirchen)
- Rabenstein (Bad Homburg)
- Kriegerdenkmal 1870/71 (Runkel)
- Kriegerdenkmal (Soisdorf)
- Kriegerdenkmal Walsdorf (Idstein)
- Waterloo-Denkmal
- Kriegerdenkmal (Wiesbaden-Dotzheim)

## Mecklenburg-Vorpommern
- Ulanendenkmal (Demmin)
- Finnischer Krieger
- Gefallenendenkmal (St. Marien Plau)
- Kriegerdenkmal Göhren
- Landesdenkmal für die Befreiungskrieger 1813–1815
- Panzerdenkmal (Lalendorf)
- Kriegerdenkmal 1914/1918 (Löcknitz)
- Denkmal des Kürassier-Regiments (Pasewalk)
- Siegessäule (Schwerin)
- Sowjetisches Ehrenmal (Stralsund)
- Sowjetisches Ehrenmal Richtenberg
- Ehrenmal der Nikolai-Gemeinde (Stralsund)

## Niedersachsen
- Denkmal für die Gefallenen des Deutsch-Französischen Krieges 1870/71 (Aurich)
- Denkmal für die Gefallenen des Ersten Weltkrieges (Aurich)
- Denkmal für die Gefallenen des Deutsch-Französischen Krieges 1870/71 (Bassum)
- Kriegerdenkmal (Borkum)
- Siegesdenkmal in Braunschweig
- Obelisk auf dem Löwenwall in Braunschweig
- Langensalza-Denkmal (Celle)
- Ehrenmal (Egestorf)
- Kriegerdenkmal (Egestorf)
- Gefallenendenkmal Gehrden
- Holle-Denkmal Gehrden
- Kriegerdenkmal von 1871 (Gehrden)
- Kriegerdenkmal Glane
- Hartwarder Friese
- Friedensmahnmal am Mühlenberg (Hannover)
- Kriegerdenkmal Hesepe
- Gefallenen-Ehrenmal (Hiddestorf)
- Kriegerdenkmal am Galgenberg in Hildesheim
- Kriegerdenkmal Ihlbeck
- Lindhoopdenkmal Kirchlinteln
- Franzosenfriedhof (Nordhorn)
- Kriegerdenkmal Heseper Weg in Nordhorn–Altendorf
- Denkmal (Northen)
- Denkmal des Oldenburgischen Dragoner-Regiments Nr. 19 und
- Denkmal für die Gefallenen des Feldartillerie-Regiments Nr. 102 in Oldenburg-Osternburg
- Ehrenhalle der oldenburgischen Artillerie
- Ehrenmal des Oldenburgischen Infanterie-Regiments Nr. 91
- Ehrenmal auf dem Straßburger Platz und
- Waterloo-Tor in Osnabrück
- Kriegerdenkmale in Syke
- Kriegerdenkmal Uslar
- Gefallenen-Ehrenmal (Wilkenburg)

## Nordrhein-Westfalen
- Kriegerdenkmale in Nordrhein-Westfalen (49)

## Rheinland-Pfalz
- 118er Denkmal

Orte
- Kriegerdenkmal Aach (bei Trier)
- Kriegerdenkmal 1870/71 (Aspisheim)
- Kriegerdenkmal 1870/71 (Bad Breisig)
- Kriegerdenkmal (Bollendorf)
- Kriegerdenkmal (Dietrichingen)
- Sieges- und Friedensdenkmal Edenkoben
- Kriegerdenkmal (Erlenbrunn)
- Granadenkmal
- Kriegerdenkmal (Höhfröschen)
- Kriegerdenkmale in Koblenz
- Kriegerdenkmal (Kröv)
- Denkmal für die Waffen-SS
- Kriegerehrenmal (Niederleuken)
- Ehrenmal des Infanterie-Regiments Nr. 29
- Kriegerdenkmal (Schmalenberg)
- Kriegerdenkmal (Sohren)
- Kriegerdenkmal Daun
- Antikenhalle (Speyer)
- Kriegerdenkmal (Thaleischweiler)
- Turnerehrenmal
- Kriegerdenkmal (Vinningen)
- Kriegerdenkmal (Winnweiler)
- Kriegerdenkmal (Winterbach)
- Jüdisches Kriegerdenkmal (Worms)
- Kriegerdenkmal Worms-Pfeddersheim
- Kriegerdenkmal Worms-Neuhausen

## Sachsen
- Arbeitersportlerdenkmal (Freital)
- Kriegerdenkmal Bischofswerda[5]
- Kriegerdenkmal Burgstädt
- Jägerdenkmal (Dresden)
- Sowjetisches Ehrenmal Dresden
- Garde-Reiter-Denkmal
- Kriegerdenkmal Horka
- Kolonialkriegerdenkmal (Dresden)
- Gefallenendenkmal Kringelsdorf
- Löwendenkmal der Universität Leipzig
- Kriegerdenkmal Liegau-Augustusbad
- Kriegerdenkmal Lotzdorf
- Österreicher-Denkmale (Leipzig)
- Kriegerdenkmal Plauen
- Eisernes Kreuz (Rabenau)
- Kriegerdenkmal Radeberg (1879)
- Kriegerdenkmal Radeberg (1927)
- Kriegerdenkmal (Radebeul)
- Kriegerdenkmal (Kötzschenbroda)
- Kriegerdenkmal (Naundorf)
- Kriegerdenkmal (Wahnsdorf)
- Gefallenendenkmale Reichwalde
- Panzerdenkmal Rothenburg/O.L.
- Siegesdenkmal (Dresden)
- Siegesdenkmal (Leipzig)
- Sowjetisches Ehrenmal (Dresden)
- Völkerschlachtdenkmal
- Gedenkpfad für die Opfer von Krieg und Gewalt in Weißwasser
- Kriegerdenkmal Zitzschen[6]

## Sachsen-Anhalt
Regionen
- Liste von Kriegerdenkmalen in Sachsen-Anhalt (bisher nur Anhalt-Bitterfeld, Saalekreis)
- Kriegerdenkmale im Altmarkkreis Salzwedel (61)
- Kriegerdenkmale im Landkreis Anhalt-Bitterfeld (24)
- Kriegerdenkmale im Landkreis Börde (26)
- Kriegerdenkmale im Burgenlandkreis (72)
- Kriegerdenkmale im Landkreis Jerichower Land (57)
- Kriegerdenkmale in Magdeburg (11)
- Kriegerdenkmale im Saalekreis (58)
- Kriegerdenkmale im Salzlandkreis (16)
- Kriegerdenkmale im Landkreis Stendal (24)

Orte
- Kriegerdenkmal Annaburg
- Kriegerdenkmal Ballenstedt[7]
- Kriegerdenkmal Ahlsdorf
- Kriegerdenkmal Annaburg
- Kriegerdenkmal Benzingerode
- Kriegerdenkmal Bergzow
- Bibrakreuz
- Bundesdenkmal des Bundes Deutscher Radfahrer
- Kriegerdenkmal Drehlitz
- Kriegerdenkmal Dretzel
- Kriegerdenkmal Elend
- Kriegerdenkmal Großwulkow
- Kriegerdenkmal Trotha (Halle)
- Kriegerdenkmal Hemsendorf
- Kriegerdenkmal Ihleburg
- Kriegerdenkmal Jessen (Elster)
- Kriegerdenkmal Körbelitz
- Kriegerdenkmal Magdeburg
- Kriegerdenkmal Marke (Anhalt)
- Kriegerdenkmal Meisdorf
- Kriegerdenkmal Parey
- Quedlinburger Siegesdenkmal
- Kriegerdenkmäler Reesen, 1914–1918, 1939–1945
- Kriegerdenkmal Rudelsburg
- Kriegerdenkmal Schartau (Burg)
- Kriegerdenkmal Schartau (Rochau)
- Kriegerdenkmal Stegelitz (Möckern)
- Kriegerdenkmal Stegelitz (Tangerhütte)
- Kriegerdenkmal Vockerode
- Gedenkstein (Weddersleben)
- Kriegerdenkmal Wörlitz
- Kriegerdenkmal Zieko

## Schleswig-Holstein
- Liste der Ehrenmale im Kreis Pinneberg
- Liste der Ehrenmale im Kreis Steinburg
- Liste von Ehrenmalen im Kreis Dithmarschen
- Ehrenhain (Flensburg)
- Gefecht um den Königshügel
- Helm ab zum Gebet (Lübeck)
- Idstedt Museum
- Marineehrenmal Laboe bei Kiel, eines der größten Kriegerdenkmale in Deutschland
- U-Boot-Ehrenmal Möltenort
- Neunerdenkmal
- Kriegerdenkmal (Schürsdorf)
- Siegesbrunnen (Lübeck)

## Thüringen
- Denkmal Infanterieregiment Nr. 95
- Burschenschaftsdenkmal
- Forstturm
- Denkmal für die Waffen-SS
- Kriegerdenkmal (Ettersburg)
- Blinkerdenkmal Jena
- Kriegerdenkmal des 94er Regiments
- Langensalza-Denkmal (Bad Langensalza)
- Menhir von Büchel
- Preußengrab bei Ichtershausen
- Rotunde (Greiz)
- Dreyse-Denkmal Sömmerda
- Sowjetisches Ehrenmal (Suhl)
- Kriegerdenkmale (Bad Sulza)
- Kriegerdenkmal (Tröbsdorf)
- Kriegerdenkmal Vacha[8]
- Kriegerdenkmal (Weimar), 1925[9]
- Ehrenmal für die Gefallenen des Ersten Weltkrieges (Zella-Mehlis)

## Ehemalige deutsche Gebiete
- Kriegerdenkmal Danzig, Holzmarkt
- Germaniadenkmal Gleiwitz, Schlesien
- Husarendenkmal Heilsberg, Ostpreußen
- Germaniadenkmal Königshütte, Schlesien

- Kriegerdenkmal Posen
- Schlesier-Ehrenmal Waldenburg, für Gefallene 1914–1918